# Leichtathletik-Europameisterschaften 1966/Speerwurf der Männer

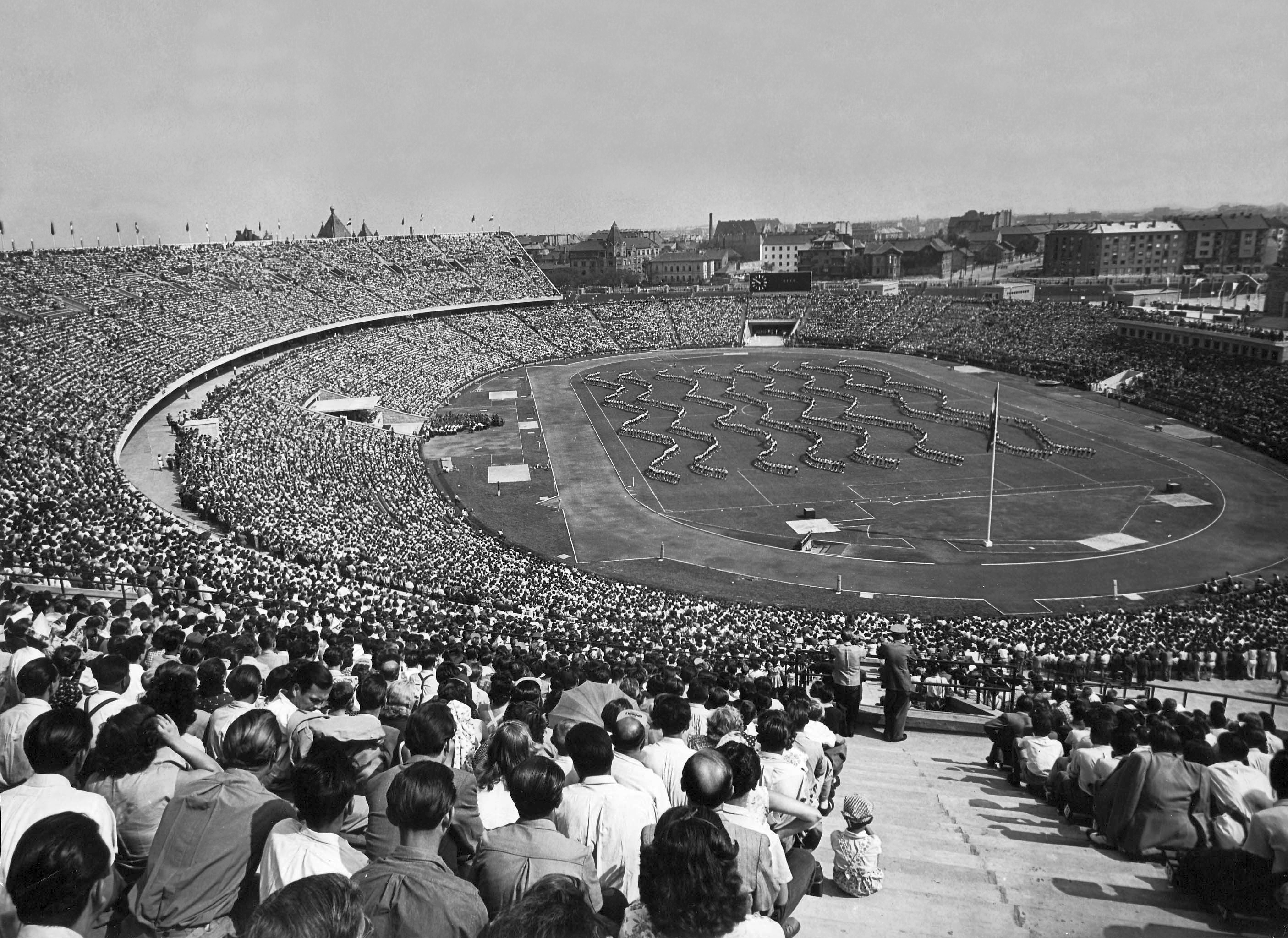
Das Népstadion bei einer Veranstaltung im Jahr 1953

Der Speerwurf der Männer bei den Leichtathletik-Europameisterschaften 1966 wurde am 1. und 2. September 1966 im Budapester Népstadion ausgetragen.
Europameister wurde der sowjetische Titelverteidiger und Olympiadritte von 1964 Jānis Lūsis. Er gewann vor dem Polen Władysław Nikiciuk. Bronze ging an den ungarischen Olympiazweiten von 1964 Gergely Kulcsár.

## Rekorde

### Bestehende Rekorde
| Weltrekord           | 91,72 m | Terje Pedersen | Oslo, Norwegen          | 2. September 1964  |
| Europarekord         | 91,72 m | Terje Pedersen | Oslo, Norwegen          | 2. September 1964  |
| Meisterschaftsrekord | 82,04 m | Jānis Lūsis    | EM Belgrad, Jugoslawien | 15. September 1962 |

### Rekordverbesserung
Der sowjetische Europameister Jānis Lūsis verbesserte den bestehenden EM-Rekord im Finale am 2. September um 2,44 m auf 84,48 m. Zum Welt- und Europarekord fehlten ihm 7,24 m.

## Legende
Kurze Übersicht zur Bedeutung der Symbolik – so üblicherweise auch in sonstigen Veröffentlichungen verwendet:
| – | verzichtet |
| x | ungültig   |

## Qualifikation
1. September 1966, 11.30 Uhr
Die 23 Teilnehmer traten zu einer gemeinsamen Qualifikationsrunde an. Zehn Athleten (hellblau unterlegt) übertrafen die Qualifikationsweite für den direkten Finaleinzug von 76,00 m. Damit war die Mindestanzahl von zwölf Finalteilnehmern nicht erreicht. Das Finalfeld wurde mit den beiden nächsten bestplatzierten Sportlern (hellgrün unterlegt) auf zwölf Werfer aufgefüllt. So reichten schließlich 74,88 m für die Finalteilnahme.
| Platz | Name                  | Nation           | 1. Versuch (m) | 2. Versuch (m) | 3. Versuch (m) | Bestweite (m) |
| 1     | Władysław Nikiciuk    | Polen            | 81,36          | –              | –              | 81,36         |
| 2     | Pauli Nevala          | Finnland         | 80,48          | –              | –              | 80,48         |
| 3     | Janusz Sidło          | Polen            | 80,16          | –              | –              | 80,16         |
| 4     | Urs von Wartburg      | Schweiz          | 79,14          | –              | –              | 79,14         |
| 5     | Miklós Németh         | Ungarn           | 78,34          | –              | –              | 78,34         |
| 6     | Karlo Gordzemaschwili | Sowjetunion      | 69,08          | 78,30          | –              | 78,30         |
| 7     | Gergely Kulcsár       | Ungarn           | 77,64          | –              | –              | 77,64         |
| 8     | Jānis Lūsis           | Sowjetunion      | 77,00          | –              | –              | 77,00         |
| 9     | Jorma Kinnunen        | Finnland         | 76,60          | –              | –              | 76,60         |
| 10    | Väinö Kuisma          | Finnland         | 71,70          | 76,60          | –              | 76,60         |
| 11    | Manfred Stolle        | DDR              | 74,04          | 75,50          | 67,92          | 75,50         |
| 12    | Miloš Vojtek          | Tschechoslowakei | 73,46          | 74,88          | x              | 74,88         |
| 13    | Mart Paama            | Sowjetunion      | 74,54          | 73,76          | 74,26          | 74,54         |
| 14    | Terje Thorslund       | Norwegen         | 73,18          | 74,20          | 70,28          | 74,20         |
| 15    | Petelo Wakalina       | Frankreich       | 72,08          | 74,12          | 70,68          | 74,12         |
| 16    | Hermann Salomon       | BR Deutschland   | x              | 73,24          | x              | 73,24         |
| 17    | Josef Dušátko         | Tschechoslowakei | 73,18          | 64,66          | 65,38          | 73,18         |
| 18    | Harry Abraham         | BR Deutschland   | 70,94          | 70,12          | 68,16          | 70,94         |
| 19    | Eugen Stumpp          | BR Deutschland   | x              | 70,14          | 70,90          | 70,90         |
| 20    | Michel Pougheon       | Frankreich       | 69,28          | 67,88          | x              | 69,28         |
| 21    | Gábor Kovács          | Ungarn           | 58,18          | 66,50          | 69,14          | 69,14         |
| 22    | John Fitzsimmons      | Großbritannien   | 68,86          | x              | x              | 68,86         |
| NW    | Willy Rasmussen       | Norwegen         | x              | x              | x              | ogV           |
| DNS   | Petar Galic           | Jugoslawien      |                |                |                |               |
| DNS   | Jan Smiding           | Schweden         |                |                |                |               |

## Finale
2. September 1966
| Platz | Name                  | Nation           | 1. Versuch (m) | 2. Versuch (m) | 3. Versuch (m) | 4. Versuch (m)                         | 5. Versuch (m)                         | 6. Versuch (m)                         | Bestweite (m) |
| 1     | Jānis Lūsis           | Sowjetunion      | 80,86          | 78,82          | 77,98          | 80,00                                  | 84,48 CR                               | 76,00                                  | 84,48 CR      |
| 2     | Władysław Nikiciuk    | Polen            | 81,76          | 76,54          | 77,74          | 76,94                                  | 72,46000                               | 74,14                                  | 81,76         |
| 3     | Gergely Kulcsár       | Ungarn           | 75,48          | 75,66          | 72,46          | 76,70                                  | 76,64000                               | 80,54                                  | 80,54         |
| 4     | Pauli Nevala          | Finnland         | 80,36          | x              | x              | x                                      | 78,40000                               | 76,38                                  | 80,36         |
| 5     | Miklós Németh         | Ungarn           | 72,64          | 78,24          | 79,82          | x                                      | 74,36000                               | 77,20                                  | 79,82         |
| 6     | Väinö Kuisma          | Finnland         | 79,26          | x              | 71,60          | 72,36                                  | 76,10000                               | 75,84                                  | 79,26         |
| 7     | Janusz Sidło          | Polen            | 78,86          | 78,80          | 78,20          | 78,66                                  | 78,08000                               | 74,54                                  | 78,86         |
| 8     | Manfred Stolle        | DDR              | 70,68          | 74,96          | 78,70          | x                                      | x000                                   | 72,14                                  | 78,70         |
| 9     | Karlo Gordzemaschwili | Sowjetunion      | 72,88          | 75,68          | 72,32          | nicht im Finale der besten acht Werfer | nicht im Finale der besten acht Werfer | nicht im Finale der besten acht Werfer | 75,68         |
| 10    | Miloš Vojtek          | Tschechoslowakei | 72,52          | 69,84          | 69,68          | nicht im Finale der besten acht Werfer | nicht im Finale der besten acht Werfer | nicht im Finale der besten acht Werfer | 72,52         |
| 11    | Urs von Wartburg      | Schweiz          | 71,50          | 72,06          | 70,78          | nicht im Finale der besten acht Werfer | nicht im Finale der besten acht Werfer | nicht im Finale der besten acht Werfer | 72,06         |
| 12    | Jorma Kinnunen        | Finnland         | 66,62          | 70,84          | 70,40          | nicht im Finale der besten acht Werfer | nicht im Finale der besten acht Werfer | nicht im Finale der besten acht Werfer | 70,84         |

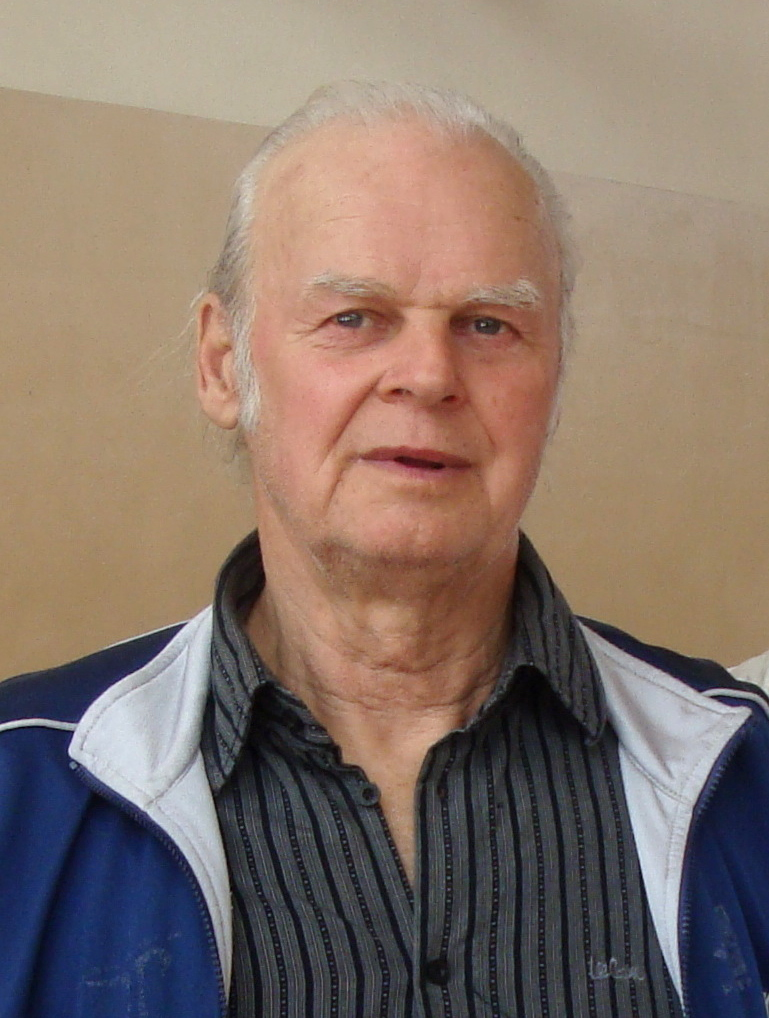
Zweiter EM-Titel für den Olympiadritten von 1964 Jānis Lūsis (hier im Jahr 2011) – unter anderem zwei EM-Titel (1969 und 1971) sowie der Olympiasieg 1968 sollten noch dazukommen

Der Kampf um die Medaillen in diesem Speerwurffinale blieb offen bis zum Schluss.
In Runde eins setzten sich drei Athleten mit Weiten jenseits von achtzig Metern an die Spitze: Der Pole Władysław Nikiciuk führte mit 81,76 m vor dem sowletischen Titelverteidiger und Olympiadritten von 1964 Jānis Lūsis, dem 81,46 m gelungen waren. Der finnische Olympiasieger von 1964 Pauli Nevala folgte mit 80,36 m. Nur knapp dahinter lagen der Finne Väinö Kuisma (79,26 m) und der zweifache Europameister (1954/1958) Janusz Sidło aus Polen (78,86 m).
In Durchgang zwei gab es keine Veränderungen auf den Rängen eins bis drei. Der Ungar Miklós Németh verbesserte sich mit 78,24 m auf Platz sechs und steigerte sich mit seinem dritten Wurf (79,82 m) auf den vierten Rang. Manfred Stolle aus der DDR gelangen in Runde drei 78,70 m. Er war damit Siebter bei sehr engen Abständen zu den vor ihm platzierten Werfern.
Erst in der fünften Versuchsreihe kam wieder Bewegung in die Rangfolge, als Lūsis sich auf die neue Meisterschaftsrekordweite von 84,48 m verbesserte und damit die Führung übernahm. Aufgrund der knappen Abstände der Athleten hinter ihm war die Entscheidung über die Medaillenverteilung und die Platzierungen allerdings noch nicht gefallen. Mit seinem letzten Wurf übertraf nun ausgerechnet der bis dahin abgeschlagene achtplatzierte Ungar Gergely Kulcsár auf Rang drei. Mit 80,54 m gewann er am Ende Bronze. Seinen zweiten Europameistertitel gewann Jānis Lūsis vor Władysław Nikiciuk. Nur achtzehn Zentimeter von einer Medaille entfernt musste sich der aktuelle Olympiasieger Pauli Nevala mit Rang vier zufriedengeben. Fünfter wurde Miklós Németh vor Väinö Kuisma, Janusz Sidło und Manfred Stolle. Zwischen den Plätzen drei und acht lagen lediglich 1,66 m.

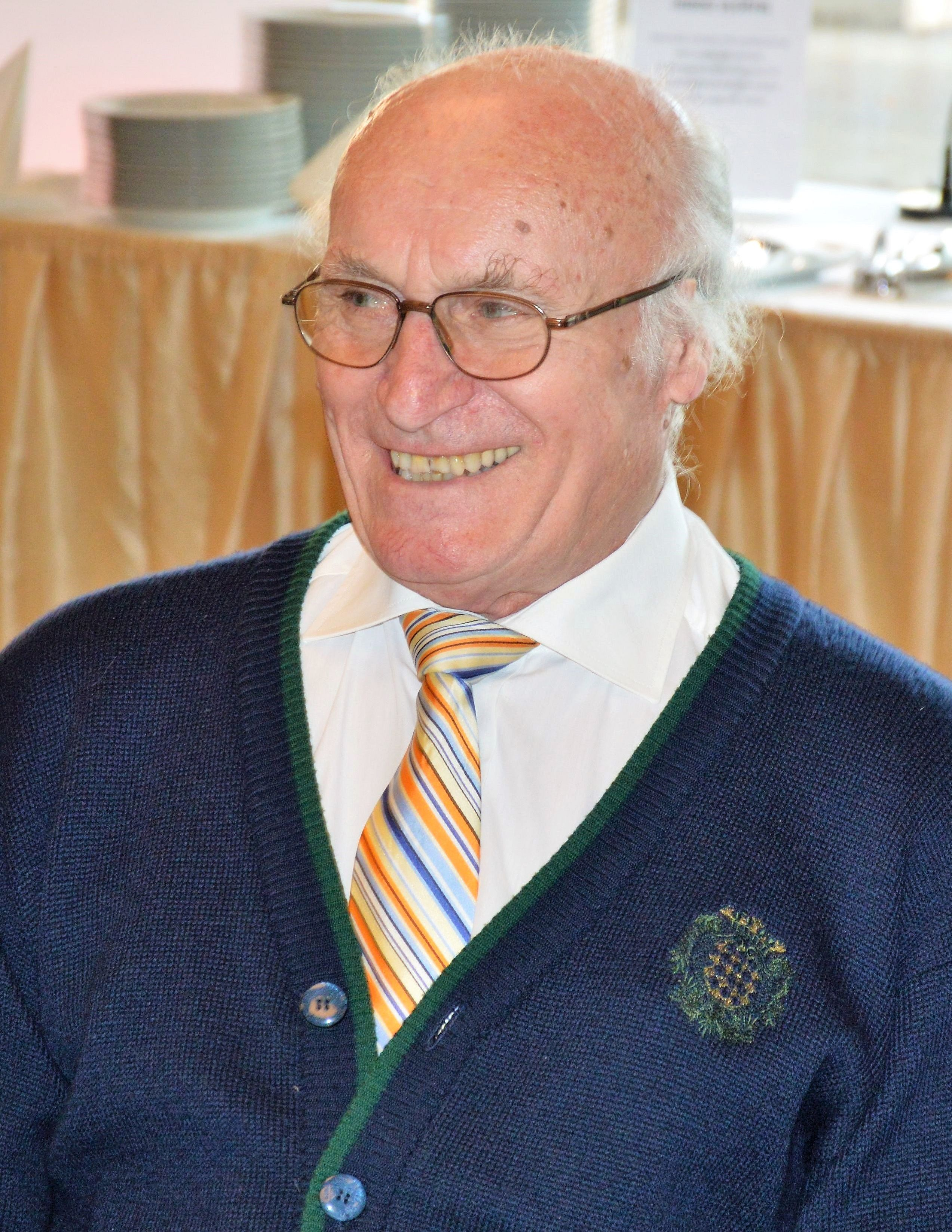
Bronzemedaillengewinner Gergely Kulcsár (im Jahr 2013) – 1964 Olympiazweiter und 1968 Olympiadritter
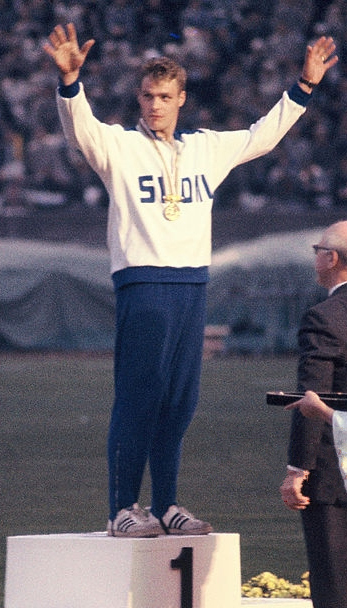
Pauli Nevala – Olympiasieger 1964 – kam auf den vierten Platz

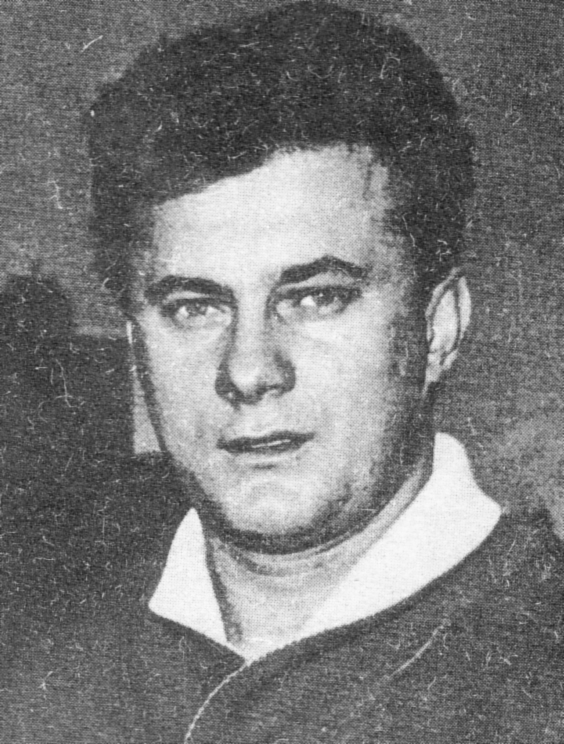
Der zweifache Europameister von 1954 und 1958 Janusz Sidło belegte Rang sieben
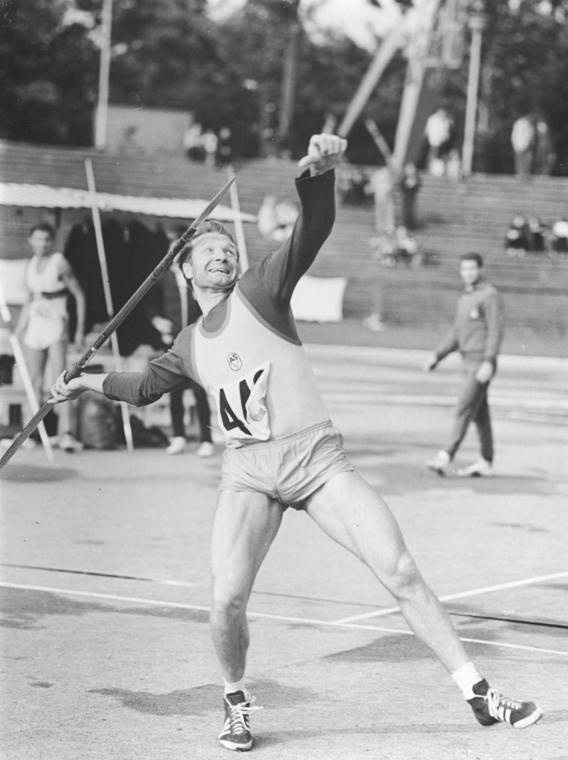
Manfred Stolle wurde Achter in diesem Finale
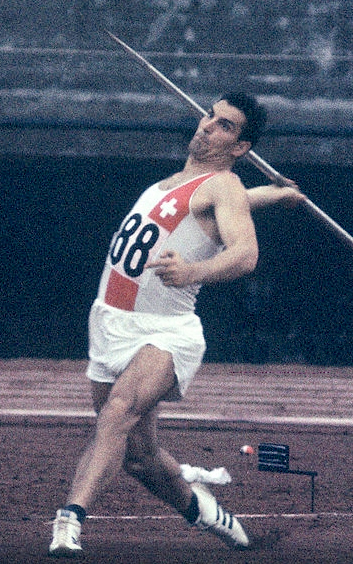
Urs von Wartburg belegte Rang elf

## Video
- 1966 JANIS LUSIS JAVELIN 84.48 METERS (CR) EUROPEAN CHAMPIONSHIPS BUDAPEST, youtube.com, abgerufen am 17. Juli 2022